# James H. Johnson junior

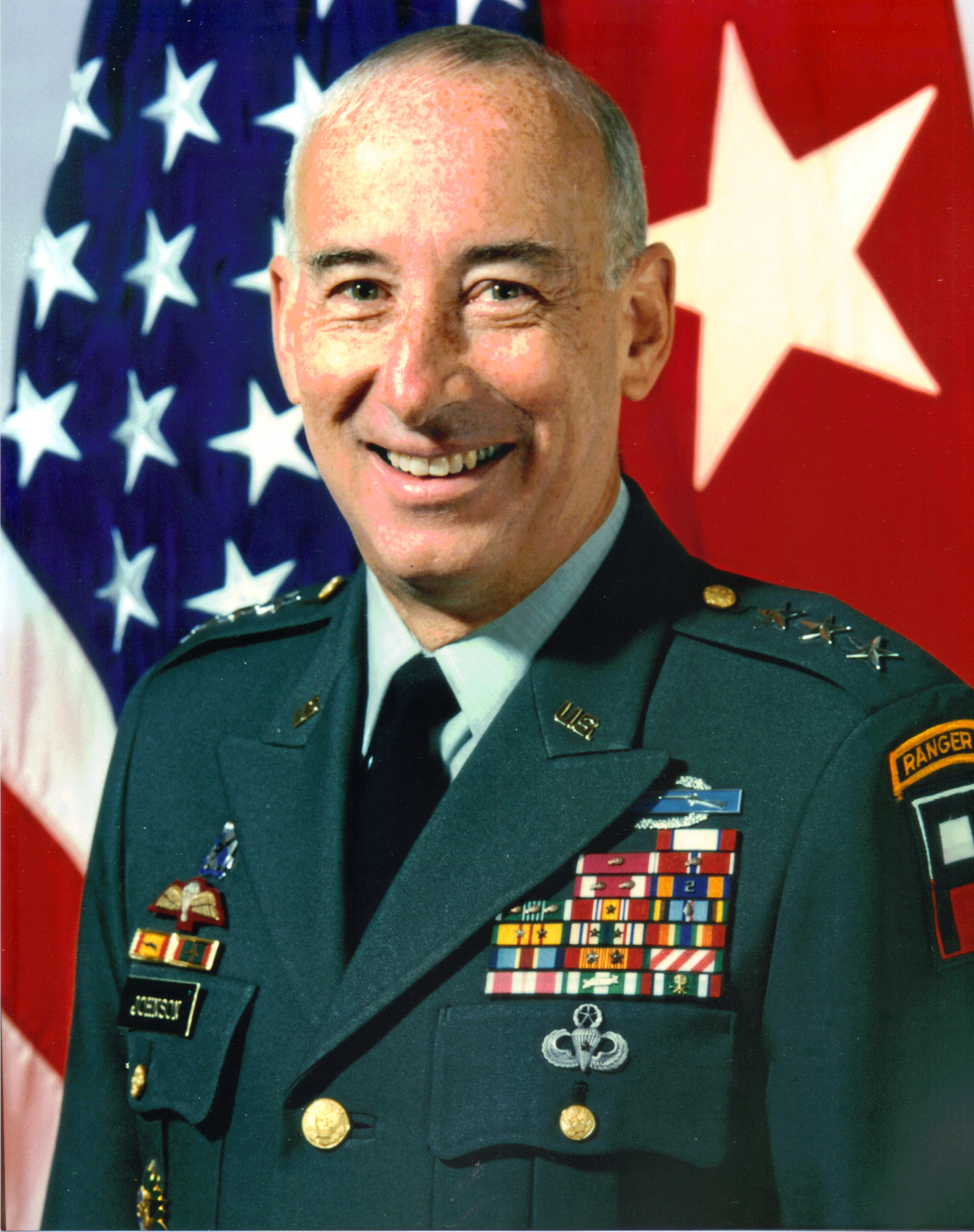
James H. Johnson (1992)

James Houston Johnson Jr. (* 16. Dezember 1937 in Tuscaloosa, Tuscaloosa County, Alabama; † 18. August 2023) war ein Generalleutnant der United States Army.
Johnson besuchte die öffentlichen Schulen seiner Heimat. In den Jahren 1957 bis 1960 durchlief er die United States Military Academy in West Point. Nach seiner Graduation wurde er als Leutnant der Infanterie zugeteilt. In der Armee durchlief er anschließend alle Offiziersränge bis zum Dreisterne-General.
Im Lauf seiner militärischen Karriere absolvierte er verschiedene Kurse und Schulungen. Dazu gehörten der Armor Career Course,  das Armed Forces Staff College und das United States Army War College. Sein erster Stationierungsort war Fort Bragg in North Carolina. In den Jahren 1966 und 1967 und nochmals von 1969 bis 1970 war er im Vietnamkrieg eingesetzt. Die meiste Zeit diente er in Luftlandeeinheiten. Bei der 82. Luftlandedivision kommandierte er Einheiten auf fast allen militärischen Ebenen vom Zugführer bis zum Divisionskommandeur. Von 1980 bis 1983 kommandierte er die 3. Brigade des 505. Infanterie-Regiments, eine Fallschirmspringer Einheit der 82. Luftlandedivision. In den Jahren 1986 und 1987 war er Stabsoffizier im Pentagon.
Im Jahr 1988 war er Stabsoffizier für Operationen (G3) der 82. Luftlandedivision. Er nahm an der Operation Golden Pheasant, einem Militäreinsatz in Honduras, teil. Zwischen Oktober 1988 und Mai 1991 war James Johnson Kommandeur der 82. Luftlandedivision. In dieser Eigenschaft war er an der US-Invasion in Panama (Dezember 1989 bis Januar 1990) beteiligt. Danach führte er seine Division bis 1991 in den Zweiten Golfkrieg. Anschließend kommandierte er von 1991 bis 1993 die 1. Armee.
Nach dem Ende seiner Zeit als Armeekommandeur ging Johnson in den Ruhestand, in dem er sich politisch betätigte. Er war als Vertreter des US-Außenministeriums für die bilaterale militärische Beziehungen zu den früheren sowjetischen Provinzen und nun selbständigen Staaten Kasachstan und Usbekistan zuständig. Zuvor war er in ähnlicher Mission in Kroatien tätig. Johnson übte auch mehrere Beraterfunktionen zu Themen der Nationalen Sicherheit aus.

## Orden und Auszeichnungen
James Johnson erhielt im Lauf seiner militärischen Laufbahn unter anderem folgende Auszeichnungen:
- Army Distinguished Service Medal  (2-Mal)
- Legion of Merit (2-Mal)
- Bronze Star Medal
- Air Medal (2-Mal)
- Meritorious Service Medal  (3-Mal)
- Army Commendation Medal (4-Mal)